# والتر دين بيرنهام
والتر دين بيرنهام (بالإنجليزية: Walter Dean Burnham) هو عالم سياسة أمريكي، ولد في 15 يونيو 1930 في كولومبوس في الولايات المتحدة.

## وصلات خارجية
- والتر دين بيرنهام على موقع إن إن دي بي (الإنجليزية)